# Road to the Octagon
Road to the Octagon è un album studio del gruppo musicale finlandese Impaled Nazarene pubblicato nel 2010.

## Tracce
1. Enlightenment Process - 2:19
2. The Day of Reckoning - 2:48
3. Corpses - 2:45
4. Under Attack - 2:44
5. Tentacles Of The Octagon - 1:33
6. Reflect On This - 2:17
7. Convulsing Uncontrollably - 2:15
8. Cult Of The Goat - 3:09
9. Gag Reflex - 3:00
10. The Plan - 2:01
11. Silent And Violent Type - 2:19
12. Execute Tapedown Extermination - 2:10
13. Retoric Infernal - 4:23